# Christian Pinzón
Christian Pinzón Barajas (Bellflower, Condado de Los Ángeles, California, 24 de junio de 1998) es un futbolista estadounidense de ascendencia mexicana. Juega de extremo en Las Vegas Lights de la USL Championship.

## Trayectoria

### Club Deportivo Guadalajara
Tras varias semanas de pruebas Pinzón se convirtió en la segunda incorporación de las Chivas de Víctor Manuel Vucetich para el Apertura 2021, siendo registrado con la filial de la Liga de Expansión, mas con la posibilidad de estar con el primer equipo cuando se le requisiera.
El día martes 27 de julio de 2021 debutó con el Club Deportivo Tapatío en el empate a cero goles ante los Cimarrones de Sonora, partido correspondiente a la primera jornada del Torneo Grita México Apertura 2021.

## Clubes
| Club                  | País           | Año           |
| --------------------- | -------------- | ------------- |
| FC Golden State Force | Estados Unidos | 2019          |
| C. D. Tapatío         | México         | 2021-2022     |
| Rio Grande Valley FC  | Estados Unidos | 2022-2023     |
| Las Vegas Lights      | Estados Unidos | 2024-presente |